# 한익모
한익모(韓翼謩, 1703년 ~ 1781년)는 조선 예조판서 등을 지낸 조선 후기의 문신(文臣)이다.
본관은 청주(淸州), 자는 경보(敬甫), 호는 정견(靜見). 진사 사범(師範)의 아들이며, 형은 대사헌 현모(顯謩)이다. 관직(官職)은 영의정에 이르렀으며, 시호는 문숙(文肅)이다. 한익모는 사헌부, 사간원, 세자시강원, 홍문관의 대간과 옥당, 청요직을 두루 역임하고, 이후에 용강현령이 되고, 그 뒤에는 식년문과에 상위 등급으로 급제하고 정언, 수찬, 이조정랑을 거쳐 이조참의와 예조참의를 하다, 전라도관찰사를 한 뒤 광주유수와 한성부판윤을 거쳐 이조판서, 형조판서, 공조판서, 예조판서를 한 뒤 대제학을 하다, 우의정, 좌의정을 거쳐 영의정이 된다. 김상복, 신회, 이사관, 김상철, 김양택과 홍봉한, 홍인한 일파 중 한 명이었다. 그는 좌의정과 영의정을 다섯 번이나 지냈다.

## 가족 관계
- 증조부 : 한성우(韓聖佑)
  - 조부 : 한배의(韓配義)
    - 생부 : 한사범(韓師範)
    - 생모 : 유명흥의 딸
      - 형님 : 한현모(韓顯謩)
        - 조카 : 한후유(韓後裕)
          - 종손 : 한용구(韓用龜)

      - 부인 : 유학기의 딸
        - 장남 : 한호유(韓好裕)
          - 손자 : 한용중(韓用中)

        - 차남 : 한태유(韓泰裕)
        - 삼남 : 한정유(韓鼎裕)
        - 며느리 : 청송 심씨 - 지중추부사 심정최(沈廷最)의 딸, 증 이조판서 심익성(沈益成)의 손녀, 영의정 심지원(沈之源)의 증손녀
          - 손자 : 한용헌(韓用憲)

        - 딸 : 청주 한씨
        - 사위 : 청송 심씨 심이지(沈頤之, 호조판서 · 판중추부사 · 증 우의정) - 이조판서 심수(沈鏽)의 아들

## 같이 보기
- 계미동경소진첩 - 서울특별시 유형문화재 제308호